# Faissal Ebnoutalib
Faissal Ebnoutalib, född 20 november 1970 i Nador, Marocko, är en tysk taekwondoutövare.
Han tog OS-silver i mellanviktsklassen i samband med de olympiska taekwondo-turneringarna 2000 i Sydney.
Hans yngre bror Mohamed är också taekwondoutövare och vann silvermedalj i VM i taekwondo 2003 i Garmisch-Partenkirchen.